# Patiala (furstendöme)

Furstendömet Patialas flagga.

Patiala var ett indiskt furstendöme. Det självständiga Patiala grundlades av sikhen Baba Ala Singh 1762. Dess areal kom att vara 15 610 km². 
Härskarna i rikena Patiala, Nabha och Jind ska härstamma från en Chaudhary Phul. En av Phuls söner, Chadhary Ram Singh, ska sedan ha mottagit det sikhiska dopet av Guru Gobind Singh. Singhs son, Ala Singh, tog befälet 1714 i Banda Bahadur under hårda strider mot Stora mogul. Efter framgångsrikt motstånd under dessa strider ska Ala Singh med utgångspunkt i en zamindari om 30 byar ha börjat skapelsen av ett eget furstendöme. Detta lilla furstendöme tog definitiv form under hans efterträdare, och utökades under dennes efterföljare.
1763 lade Baba Ala Singh grunden till fortet Qila Mubarak, omkring vilket den moderna staden Patiala byggts. Efter tredje slaget vid Panipat, när afghanska krigsherrars inflytande ökade i Punjab, började härskarna i Patiala småningom lägga sig till med kungliga insignier. Från Ahmed Shah Abadali tillerkändes Patialafursten en egen flagga, och näste furste fick titeln raja-i-rajjan, samt fick rätten att slå mynt. Rajan i Patiala slöt 1808 en allians med britterna mot Ranjit Singh.
Efter Indiens självständighet uppgick Patiala 1948 i delstaten Patiala and East Punjab States Union (PEPSU), som i sin tur uppgick i delstaten Punjab 1956.